# اورفه (فیلم)
اورفه (به فرانسوی: Orphée) فیلمی فرانسوی در ژانر فانتزی، درام و رمانتیک به کارگردانی ژان کوکتو با بازی ژان ماره و کلود بورلی محصول سال ۱۹۵۰ است. در این فیلم؛ مرگ در هیئت یک شاهزاده خانم به شاعری به نام اورفه دل می بازد و به او کمک می کند. 